# Чонос (архипелаг)
Чонос (на испански: Archipiélago de los Chonos) е архипелаг в югоизточната част на Тихия океан, край бреговете Южно Чили, състоящ се от 1048 острова и е съставна част от Чилийския архипелаг. Общата му площ заедно с протоците между островите е около 13 000 km. Разположен е в северната част на Чилийския архипелаг, като на юг система от протоци го отделя от полуостров Тайтао, на север протокът Гуафо – от големия остров Чилое, а на изток протокът Мораледа – от бреговете на континента. Северната му част е отделена в самостоятелния подархипелаг Гуайтекас, съставен от няколкостотин малки островчета и скали. Най-големите острови в архипелага са: Мелхиор (864 km²), Бенджамин (618 km²), Трайген (520 km²), Риверо (452 km²), Джеймс (388 km²), Виктория (354 km²), Куптана (320 km²) (за по-подробна информация вижте приложените топографски карти в източниците). Беговете на повечето острови са високи, стръмни, скалисти, изпъстрени с множество малки заливчета и фиорди. Максималната му височина е връх Куптана (1680 m), издигащ се на едноименния остров. Климатът е умерен, океански с много висока влажност през цялата година, поради което повечето от островите са покрити със смесени вечнозелени гори. На архипелага има само едно постоянно селище Маленка, разположено на едноименния остров, в което живеят 1400 души. Техният основен поминък е риболовът и дърводобивът.